# 長身粒鯰
長身粒鯰，為輻鰭魚綱鯰形目粒鯰科的其中一種，為熱帶淡水魚，分布於亞洲越南中部Cai及Duc My河流域，體長可達3.5公分，棲息在水質清澈、礫石底質的底層水域，生活習性不明。